# Lignofol
Lignofol – materiał kompozytowy, drewnopochodny, uzyskany przez sklejenie cienkich warstw drewna (forniru), syntetycznym klejem pod wysokim (ok. 300 bar) ciśnieniem.  
Materiał ten występuje w postaci płyt o różnych grubościach. Lignofol posiada właściwości (twardość i wytrzymałość) wielokrotnie przewyższające właściwości drewna. W zależności od układu włókien (słojów) drewna w płycie, otrzymuje się produkty o różnych właściwościach. Stosuje się układ włókien równoległy, krzyżowy i gwiaździsty. 
Stosowany głównie w przemyśle maszyn włókienniczych, do produkcji czółenek i elementów mechanizmów przerzutowych.
Zobacz też: lignoston